# Himbasha

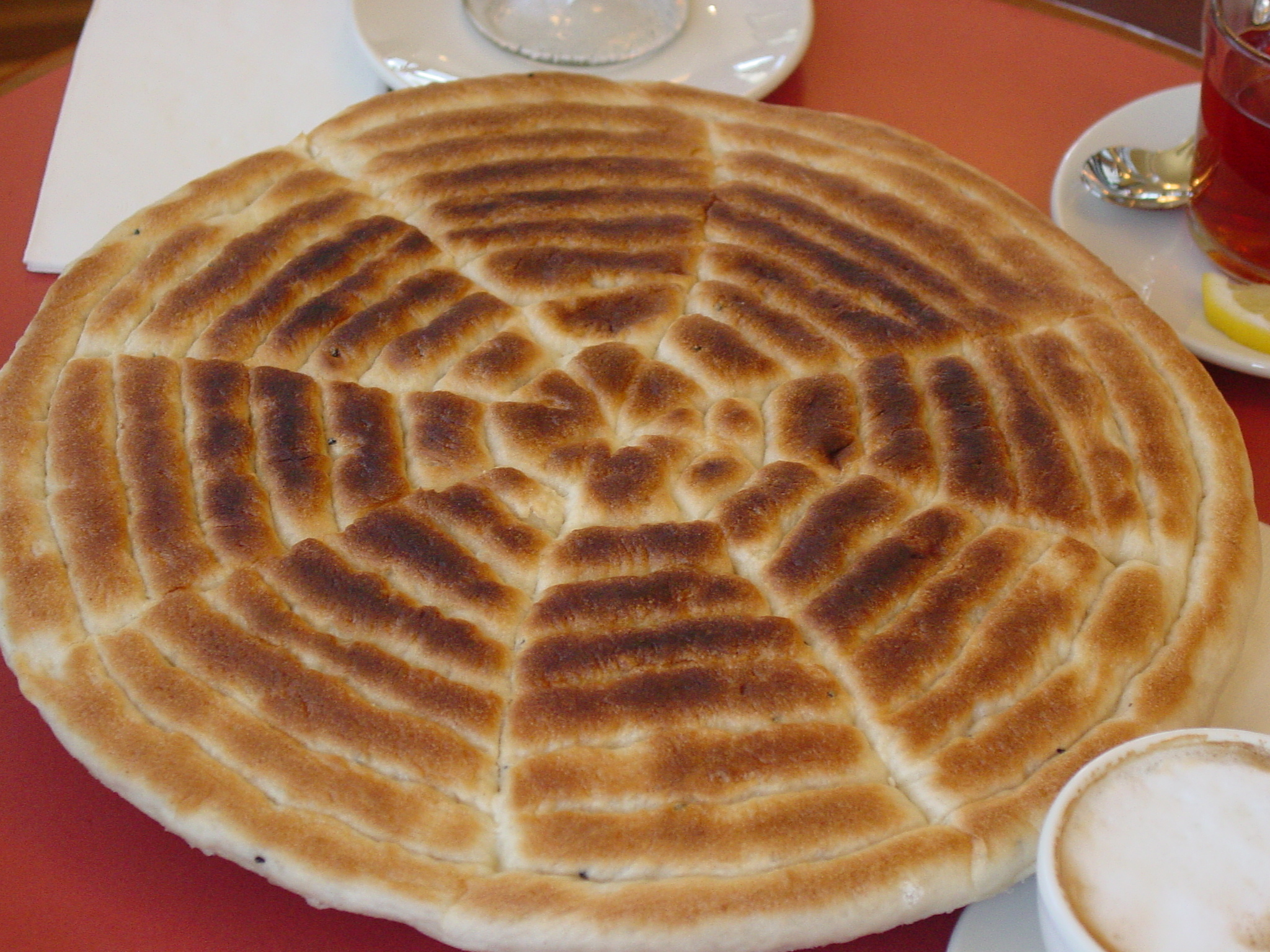
Himbasha, un pan festivo tradicional eritreo.

El himbasha es un pan festivo tradicional de Eritrea y Etiopía ligeramente dulce. Se sirve a menudo en ocasiones festivas. Se prepara con diversas variantes, pero tiene el distintivo y exótico sabor de las  semillas de cardamomo molidas. 
A la masa se le da un toque decorativo antes de hornearla. El diseño varía en su detalle pero en general tiene la forma de una rueda con hendiduras para crear varios rayos. Los puntos de estos están conectados con el correspondientes del rayo vecino con otra hendidura.
Es común añadir a la receta jengibre (caramelizado) o pasas, si bien es frecuente también la versión sin adiciones.